# Malaicoccus maschwitzi
Malaicoccus maschwitzi (лат.) — вид мирмекофильных насекомых-кокцид рода Malaicoccus из семейства мучнистые червецы (Pseudococcidae).

## Распространение
Юго-Восточная Азия: Малайзия (Perak, Bukit Larut, около Taiping).

## Описание
Микроскопического размера мучнистые червецы (длина 1-2 мм).

Питаются соками растений.
Ассоциированы с муравьями Dolichoderus cuspidatus (род Dolichoderus).
Вид был впервые описан в 2002 году энтомологом Д. Уилльямсом (Williams, D.J.) и назван в честь немецкого мирмеколога Ульриха Машвитца (Maschwitz, U.).